# Erycia triquetra
Erycia triquetra är en tvåvingeart som först beskrevs av Olivier 1811.  Erycia triquetra ingår i släktet Erycia och familjen parasitflugor. Inga underarter finns listade i Catalogue of Life.